# Chloropteryx munda
Chloropteryx munda är en fjärilsart som beskrevs av W. Warren 1897. Chloropteryx munda ingår i släktet Chloropteryx och familjen mätare. Inga underarter finns listade i Catalogue of Life.